# Kim Un-hyang (Wasserspringerin)
Kim Un-hyang (* 21. Oktober 1991) ist eine ehemalige nordkoreanische Wasserspringerin. Sie startete im 10-m-Turmspringen und mit Choe Kum-hui im 10-m-Synchronspringen.
Ihr internationales Debüt bestritt sie beim Weltcup 2008 in Peking, wo sie sich im Einzel- und Synchronwettbewerb vom Turm für die Olympischen Spiele an gleicher Stelle qualifizieren konnte. Im olympischen Einzelwettbewerb erreichte Kim das Halbfinale und belegte Rang 16, mit Choe wurde sie im Synchronwettbewerb Sechste. Im folgenden Jahr konnte Kim bei der Universiade in Belgrad mit Bronze im Synchronspringen ihre erste internationale Medaille gewinnen. Bei den Asienspielen 2010 in Guangzhou wurde sie im Einzel vom Turm Fünfte und gewann mit Choe im Synchronspringen erneut eine Bronzemedaille.